# くまがみ珈琲店〜プレミアムブレンド〜
『くまがみ珈琲店 〜プレミアムブレンド〜』（くまがみコーヒーてん プレミアムブレンド）は、2017年8月23日より音泉で配信されているラジオ番組。番組愛称は「くまがみ」。

## 番組概要
番組名の由来は熊谷、野上の双方がコーヒー好きであることから。ただし、本格的なコーヒーを嗜むものではなく、気軽に楽しめる缶コーヒーが好きであるとのこと。
当初は「1クールで終わらせない」を合言葉に、音泉プレミアムサポーター向け番組として始動した。なお、リスナーからの応援を指した言葉として「ちゃりんちゃりん」が派生している。
プライベートでも仲のいい2人が楽しく自由にお喋りするため、音泉プレミアムコンテンツ内に間借りしている珈琲店へどれだけ貢献したかを示す貢献ポイント制度を採用し、番組の最後に発表している。
ゲストに迎えた声優へは珈琲店における役職を与えられ、放送内で使用する被せ音を収録するのが通例である。ただし、開始時に目指した「作業用BGMの様なラジオ」の形に近付くにつれ、被せ音の使用頻度は減っている。
兄弟番組である天﨑滉平・大塚剛央の「僕たちもう、フレンドですよね?」とはお互いにゲスト出演をする他、合同イベントやロケをするなど交流が深い。また、プロデューサー・作家も共通している。
2019年4月より、新たに開設されたニコニコチャンネル「インターネットラジオステーション＜音泉＞プレミアムサポーター男湯」においても配信が行われ、不定期に会員向けのニコニコ生放送を行っている。
新型コロナウイルスに関する緊急事態宣言を受け2020年4月15日配信の第136回以降更新を休止していたが、同年6月3日より隔週配信での更新を再開した。

## コーナー
- くまがみ俺のプレゼン道
- 俺をキュンとさせろ！〜俺キュンワードPK〜
- くまがみ男子会ルーム
- くまがみ方言47
- くまがみ相談室
- りゃ
- みんなのさんちがい

## ゲスト

### 本放送
| 配信回 | 配信日   | ゲスト                               | 備考                     |
| 2017年 | 2017年   | 2017年                               | 2017年                   |
| ------ | -------- | ------------------------------------ | ------------------------ |
| ＃13   | 11月15日 | 増元拓也                             |                          |
| ＃17   | 11月29日 | 増元拓也                             | 公開録音                 |
| 2018年 |          |                                      |                          |
| ＃22   | 1月24日  | 中澤まさとも                         |                          |
| ＃25   | 2月14日  | 天﨑滉平                             |                          |
| ＃35   | 4月25日  | 大塚剛央                             |                          |
| ＃38   | 5月16日  | 天﨑滉平、大塚剛央                   | 公録録音                 |
| ＃39   | 5月23日  | 天﨑滉平、大塚剛央                   |                          |
| ＃62   | 10月31日 | 笠間淳                               |                          |
| ＃63   | 11月7日  | 荻原秀樹                             |                          |
| ＃67   | 12月5日  | 笠間淳                               | 公開録音                 |
| ＃68   | 12月12日 | 笠間淳                               |                          |
| 2019年 |          |                                      |                          |
| ＃77   | 2月20日  | 室元気                               |                          |
| ＃83   | 4月3日   | 美藤大樹、田中文哉                   |                          |
| ＃86   | 4月24日  | 笠間淳                               | 熊谷の代打パーソナリティ |
| ＃92   | 6月5日   | 汐谷文康、浦尾岳大                   |                          |
| ＃98   | 7月17日  | 佐藤祐吾                             |                          |
| ＃99   | 7月24日  | 笠間淳、天﨑滉平、汐谷文康、佐藤祐吾 | 公開録音                 |
| ＃100  | 7月31日  | 笠間淳、室元気                       |                          |
| ＃101  | 8月7日   | 中島ヨシキ                           |                          |
| ＃106  | 9月11日  | 中島ヨシキ                           | 公開録音                 |
| ＃123  | 1月15日  | 阿座上洋平                           |                          |
| ＃131  | 3月11日  | 梶原岳人                             |                          |
| 2021年 |          |                                      |                          |
| ＃163  | 6月2日   | 畠中祐                               |                          |
| 2022年 |          |                                      |                          |
| ＃180  | 1月26日  | 増元拓也                             |                          |
| ＃200  | 11月2日  | 天﨑滉平、大塚剛央                   |                          |
| 2023年 |          |                                      |                          |
| ＃206  | 1月25日  | 山下誠一郎                           |                          |
| ＃221  | 8月23日  | 戸谷菊之介                           |                          |
| 2024年 |          |                                      |                          |
| ＃236  | 3月20日  | 宮崎遊                               |                          |
| ＃238  | 4月17日  | 加藤将之                             |                          |
|        |          | 2025年                               |                          |
| #263   | 4月2日   | エル・デスペラード                   |                          |

## 生放送
インターネットラジオステーション＜音泉＞プレミアムサポーター男湯にて、参加番組の持ち回り制にて番組名を冠した生放送の他、各番組から選出されたメンバーでの生放送を行っている。

### 本放送
- 2019年5月23日
  - ゲスト - 大塚剛央、汐谷文康
- 2020年7月29日
- 2022年6月22日
- 2022年8月17日
- 2022年9月17日
- 2023年2月15日
- 2023年5月24日

### その他
- 2020年3月29日
  - くまがみ珈琲店〜プレミアムブレンド〜出張5号店 バックヤード営業ニコ生
  - 出演 - 熊谷健太郎、野上翔、笠間淳、室元気、梶原岳人
  - 備考 - 新型コロナウィルス感染症拡大防止によるイベント延期のため
- 2020年6月26日
  - 音泉ニコニコチャンネル男湯（ちょっと遅めの）開設1周年ニコ生
  - 出演 - 天﨑滉平、熊谷健太郎、石谷春貴、梶原岳人
- 2021年2月17日
  - くまがみ珈琲店 コラボニコ生
  - 出演 - 熊谷健太郎、野上翔、羽多野渉、佐藤拓也
  - 備考 - くまがみ珈琲店×羽多野渉・佐藤拓也のScat Babys Show!! コラボニコ生
- 2022年1月19日
  - くまがみ×ふらスタ 新年会合同ニコ生2022
  - 出演 - 熊谷健太郎、野上翔、笠間淳、梶原岳人、増元拓也
- 2022年5月25日
  - くまがみ珈琲店〜プレミアムブレンド〜SBSコラボニコニコ生放送
  - 出演 - 熊谷健太郎、野上翔、羽多野渉、佐藤拓也

## 関連商品
発売はすべてタブリエ・コミュニケーションズ。
- ブロマイドセット（2018年5月23日）
- 休日ブロマイドセット（2018年5月23日）
- 休日缶バッジセット（2018年5月23日）
- ブロマイドセット2（2018年5月23日）
- 缶バッジセット（2018年5月23日）
- 2018年夏、修行ブロマイドセット（2018年12月1日）
- 公開録音イベント出張3号店ブロマイドセット（2018年12月1日）
- プレミアムクリアファイルセット（2018年12月1日）
- 2019卓上カレンダー（2018年12月29日）
- いざ鎌倉！ブロマイドセット（2019年7月21日）
- テイスティングブロマイドセット３（2019年9月7日）
- ゲンキの夜鳴きムロマイド（2020年3月29日）
- イベント5号店ゲストブロマイドセット（2020年3月29日）
- 小樽ブロマイドセット（2020年3月29日）
  - 看板猫セット
  - 期待の大型新人店員セット
  - 猫と新人セット
- イベント5号店アクリルスタンドセット（2021年1月9日）
- イベント5号店ブロマイド（2021年1月9日）
- ミニキャララバーストラップセット（2021年9月29日）
- プレミアムブロマイドセット2021（2021年9月29日）
- アクリルスタンドセット2（2021年9月29日）
- プレミアムオードトワレ（2021年9月29日）
- 俺キュンブロマイドセット（2022年8月17日）
- くまがみタコパ　缶バッジコンプリートセット（2022年11月）
- マグカップ（2022年11月）
- たこパブロマイドセット（2022年11月）
- スペシャルブレンドコーヒー（2022年11月）
- スペシャルブレンドコーヒー＆マグカップセット（2022年11月）
- ぼくフレ×くまがみ　みんなでキャンプブロマイドセット（2023年2月19日）

### DJCD
- ダミーヘッドマイク初心者野上・熊谷へのダミヘ指南（2017年12月9日）
- テイスティングCD（2018年3月24日）
  - テイスティングCD 2杯目（2018年12月1日）
  - テイスティングCD 3杯目（2019年10月30日）
- 野上・熊谷のプレミアムな休日CD （2018年5月23日）
- くまがみ散歩〜いざ鎌倉、小腹すきません？〜（2019年9月25日）
- くまがみ散歩〜いざ小樽、やっぱり小腹すきません？〜（2020年3月29日）
- テイスティングCD〜俺キュンブレンド〜（2022年8月17日）
- くまがみたこパ（2022年11月）

### DVD
- 2018年夏、初めての修行体験DVD（2018年10月31日）
- 朝まで室元気（2019年9月25日）
- ゲンキの夜鳴き（2020年3月29日）
- イベント出張5号店　テイクアウトDVD（2021年1月9日）
- 「天﨑滉平•大塚剛央の「僕たちもう、フレンドですよね？」×くまがみ珈琲店〜プレミアムブレンド〜」みんなでキャンプDVD（2023年2月19日）

## 公開録音・イベント

### 単独イベント
| 開催日         | イベント名                                                      | 会場                                     | ゲスト               |
| -------------- | --------------------------------------------------------------- | ---------------------------------------- | -------------------- |
| 2017年12月9日  | くまがみ珈琲店〜プレミアムブレンド〜 公開録音イベント出張1号店  | 科学技術館サイエンスホール               | 増元拓也             |
| 2018年3月28日  | くまがみ珈琲店横浜支店 in アニメガカフェ お渡し会               | アニメガカフェ横浜ビブレ店               | なし                 |
| 2018年9月8日   | くまがみ珈琲店〜プレミアムブレンド〜 DVD発売記念公開録音        | ニコニコ本社(池袋)B1F ニコぶくろスタジオ | なし                 |
| 2018年12月1日  | くまがみ珈琲店〜プレミアムブレンド〜 公開録音イベント出張3号店  | 科学技術館サイエンスホール               | 笠間淳               |
| 2019年9月7日   | くまがみ珈琲店〜プレミアムブレンド〜 公開録音 in 小樽           | ニュー三幸 小樽本店                      | 中島ヨシキ           |
| 2022年11月19日 | くまがみ珈琲店〜プレミアムブレンド〜 公開イベント出張6号店      | 烏山区民会館                             | 畠中祐、中島ヨシキ   |
| 2023年2月19日  | くまがみ珈琲店〜プレミアムブレンド〜 公開録音イベント出張７号店 | 科学技術館サイエンスホール               | 天﨑滉平、山下誠一郎 |
| 2024年3月30日  | くまがみ珈琲店～プレミアムブレンド～ 公開イベント出張8号店      | 八王子市学園都市センター                 | 宮崎遊、加藤将之     |
| 2024年12月14日 | くまがみ珈琲店〜プレミアムブレンド〜公開イベント出張9号店       | 八王子市学園都市センター                 | 増元拓也、稲田徹     |
| 2025年7月26日  | くまがみ珈琲店〜プレミアムブレンド〜公開イベント出張10号店      | 八王子市学園都市センター                 | 菊池勇成、室元気     |

## コラボ
- アニメガカフェ（2018年3月15日 - 4月1日）[6]
- 音泉×SweetsParadise（2018年4月13日 - 4月30日）[7]
- 音泉×SweetsParadise（2023年10月2日 - 11月5日）［8］